# 安德里伊夫卡 (普里盧基區)
50°54′2″N 32°10′47″E / 50.90056°N 32.17972°E
安德里伊夫卡（烏克蘭語：Андріївка）是位於烏克蘭北部的村莊，由切爾尼戈夫州普里盧基區的伊奇尼亞市鎮負責管轄。該村始建於1600年，面積2.24平方公里，海拔高度124米，2001年人口511，人口密度每平方公里228.33人。